# 弗拉季斯拉夫·格里科
弗拉季斯拉夫·弗拉基米罗维奇·格里科（烏克蘭語：Владислав Володимирович Грико，1997年1月25日—）生于哈尔科夫，是一名乌克兰男子竞技体操运动员，曾就读哈尔科夫国立体育学院。他的父亲曾练过竞技体操，他也受到父亲的影响在六岁时开始接触体操。他在2012年开始参加国际比赛，2014年南京青奥获得男子鞍马银牌和男子吊环铜牌。